# 1636 год в науке
В 1636 году произошли различные научные и технологические события, некоторые из которых представлены ниже.

## События
- 8 сентября был основан Гарвардский университет, старейший из университетов США,

## Публикации
- Французский математик Пьер Ферма передал Марену Мерсенну для распространения (научных журналов тогда ещё не было) статью «Метод отыскания максимумов и минимумов и касательных» (Methodus ad disquirendam maximam et minimam et de tangentibus linearum curvarum), где Ферма, независимо от «Геометрии» Декарта, вышедшей годом позже, изложил многие вопросы аналитической геометрии. Другая статья 1636 года, «Введение к теории плоских и пространственных мест» (Ad Locos Planos et Solidos Isagoge, развитие наброска 1629 года), была опубликована посмертно, в 1679 году, но ходила по рукам и ранее. В этих трудах Ферма вплотную приблизился к дифференциальному исчислению. Ньютон позже говорил, что именно идеи Ферма подтолкнули его к созданию математического анализа[1][2].
- Марен Мерсенн опубликовал свою работу по теории музыки «Harmonie universelle»[3].
- Основатель проективной геометрии Жерар Дезарг опубликовал «Трактат о перспективе» (Traité de la perspective).

## Родились
См. также: Категория:Родившиеся в 1636 году
- 26 декабря — Юстина Зигемундин, знаменитая немецкая акушерка, автор одного из первых учебников по акушерству в Европе (1690) (умерла в 1705 году).
- (?) — Николай Гаврилович Спафарий, молдавский боярин, дипломат, переводчик, путешественник и географ; автор первой российской арифметики «Арифмологион» (1672).

## Скончались
См. также: Категория:Умершие в 1636 году
- 22 февраля — Санторио, итальянский врач (род. в 1561 году).